# Goodenia lyrata
Goodenia lyrata är en tvåhjärtbladig växtart som beskrevs av R. Carolin. Goodenia lyrata ingår i släktet Goodenia och familjen Goodeniaceae. Inga underarter finns listade i Catalogue of Life.